# جرمو
جرمو (بالكردية: Çermo‏) هو موقع أثري يقع في كردستان العراق على سفوح جبال زاغروس، ضمن محافظة السليمانية. كشفت الحفريات أن جرمو كانت مجتمعًا زراعيًا يعود تاريخه إلى عام 7090 قبل الميلاد، مساحتها تتراوح بين 12. 000 - 16.000 متر مربع وتقع على ارتفاع حوالي 800 فوق مستوى سطح البحر، في حزام من غابات الفستق والبلوط. وتم التنقيب في الموقع لأول مرة من قِبل روبرت بريدوود.

## الاكتشاف والتنقيب
اكتشف الموقع بالأصل من قِبل المديرية العراقية المختصة بدراسة العصور القديمة في عام 1940م، و تم بعد ذلك إبلاغ عالم الآثار روبرت بريدوود (1907 - 2003) من جامعة تشيكاغو، الذي كان يبحث عن مواقع مناسبة للبحث والتنقيب عن آثار العصر الحجري الحديث.
استمر العمل في هذا الموقع لمدة 3 سنوات هي 1948، 1950 -1951 و 1954 - 1955. اما العام الرابع الذي كان مخطط له اُلغي بسبب ثورة 14 تموز 1958..
قرية جرمو تتألف من 25 بيت بُنيت جدرانها من طين اللبن وسقوفها من الطين المجفف بالشمس، وأساساتها من الحجر، وسكنَ في هذه القرية ما يقارب 150 شخص وكانت أغلب أغراضهم مصنوعة من الحجر.

## الزراعة وتدجين المواشي
كانت الزراعة والفلاحة تتم بالمناجل الحجرية، والقواطع، وأدوات أخرى للحصاد وخزن الغذاء، و في المراحل التالية وجدت بعض الأدوات المصنوعة من العظام مثل الملاعق وادوات التثقيب.
زرع سكان قرية جرمو الحنطة بنوعيها لهم ولحيواناتهم، و كذلك زرعوا البازلاء والبذور والفستق. ودجنوا المواشي مثل العنزات والخراف والكلاب.
و في عصور لاحقة عثر على اثار للخنازير، مع آثار للأواني الفخارية، مما يدل على تدجين الخنازير في العصور اللاحقة.